# Pogogyne douglasii
Pogogyne douglasii är en kransblommig växtart som beskrevs av George Bentham. Pogogyne douglasii ingår i släktet Pogogyne och familjen kransblommiga växter. Inga underarter finns listade i Catalogue of Life.

## Bildgalleri

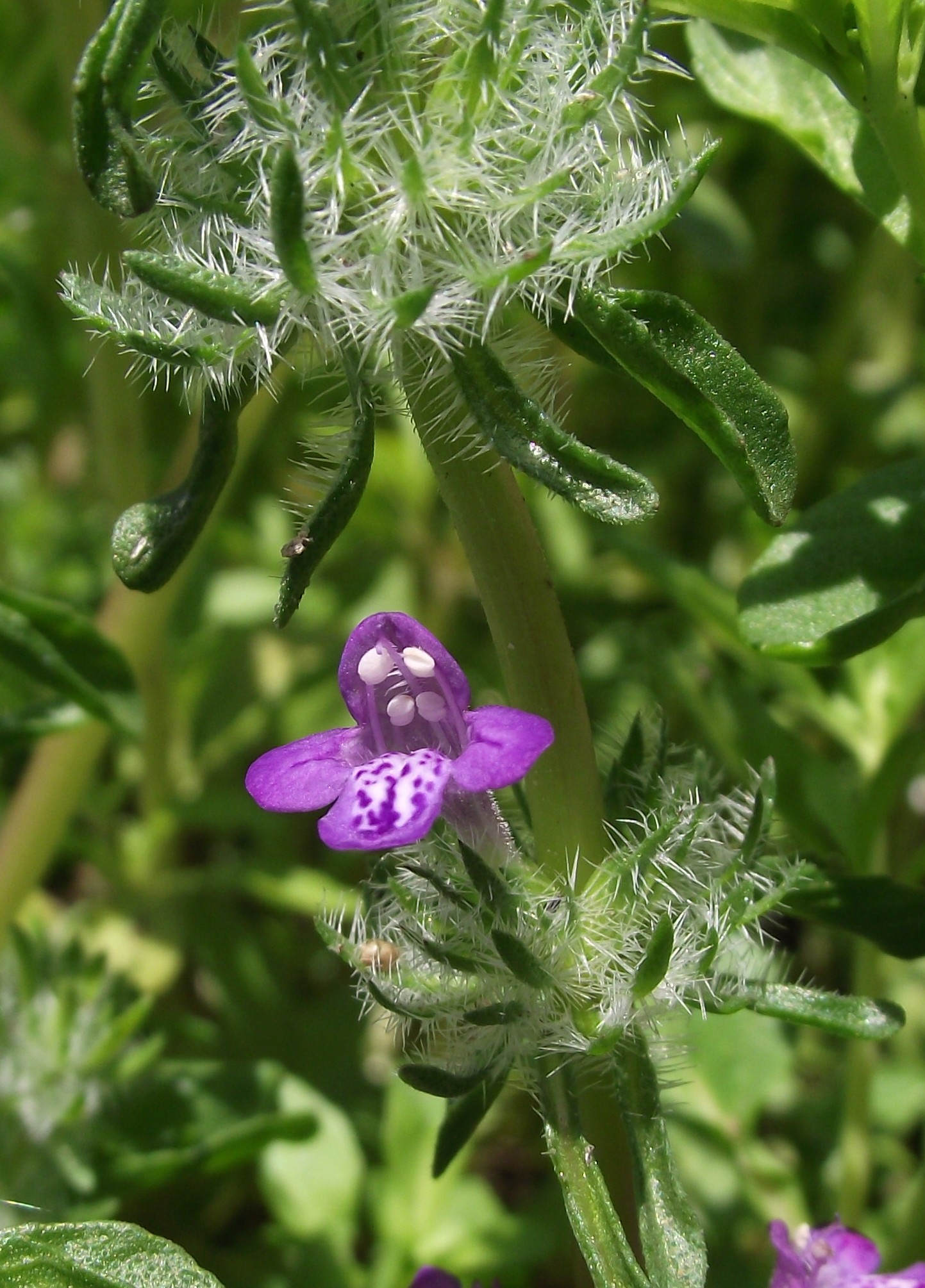